# Arbeitsgericht Cottbus

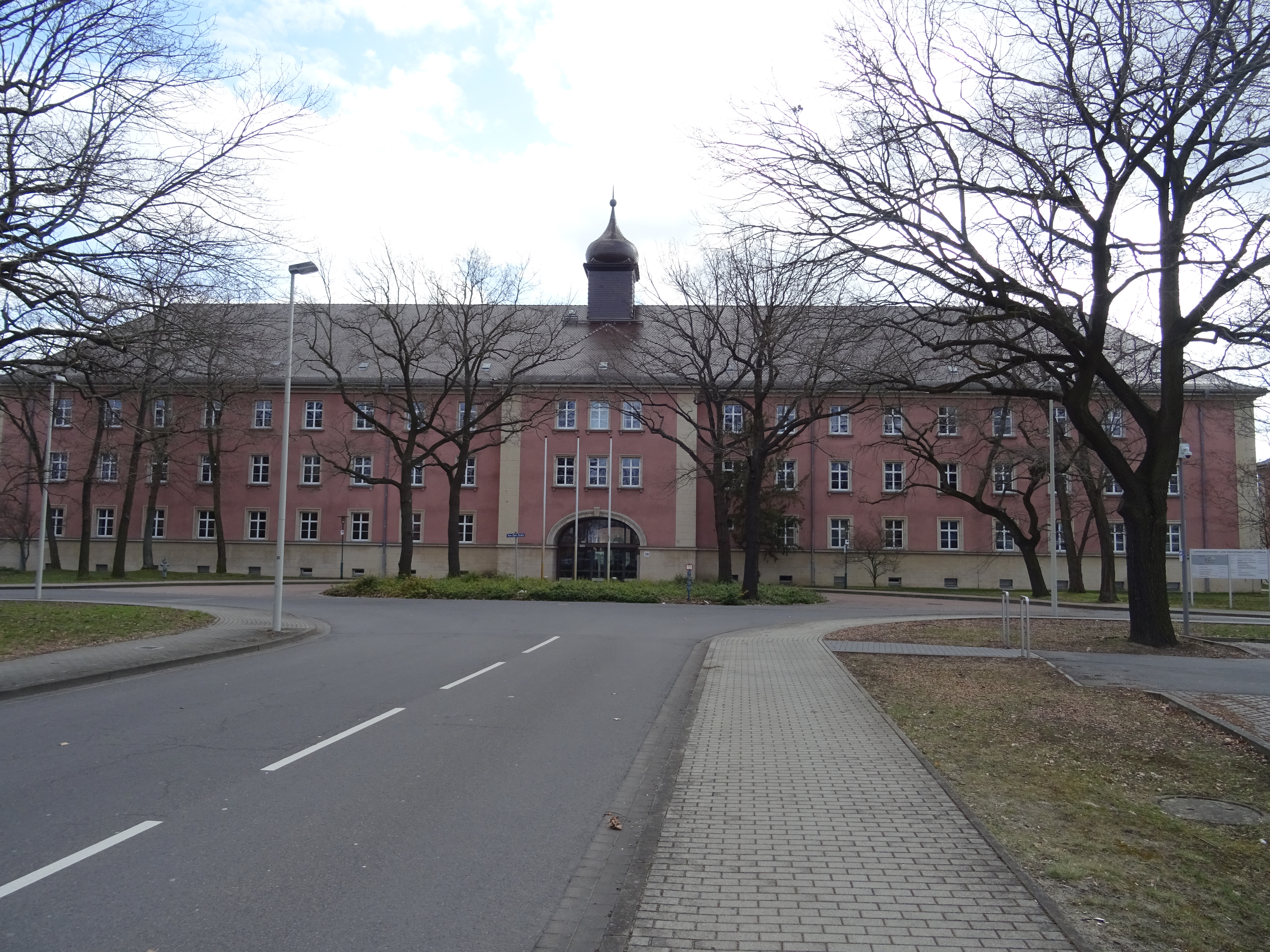
Sitz des Arbeitsgerichts in der Vom-Stein-Straße 28 in Cottbus

Das Arbeitsgericht Cottbus, ein Gericht der Arbeitsgerichtsbarkeit, ist eines der vier brandenburgischen Arbeitsgerichte.

## Gerichtssitz und -bezirk
Das Gericht hat seinen Sitz in Cottbus in der Vom-Stein-Straße 28 im Landesbehörden- und Gerichtszentrum. Es bestanden daneben vom 1. Januar 2012 bis zum 31. Dezember 2022 auswärtige Kammern in Senftenberg.
Das Arbeitsgericht Cottbus ist für Rechtsstreitigkeiten aus der Stadt Cottbus und aus den Landkreisen Spree-Neiße, Dahme-Spreewald, Oberspreewald-Lausitz sowie Elbe-Elster zuständig.

## Übergeordnete Gerichte
Dem Arbeitsgericht Cottbus sind das Landesarbeitsgericht Berlin-Brandenburg und im weiteren Rechtszug das Bundesarbeitsgericht übergeordnet. Bis zum 31. Dezember 2006 war das Landesarbeitsgericht Brandenburg mit Sitz in Potsdam das zuständige Landesarbeitsgericht.

## Geschichte
Gemäß Arbeitsgerichtsgesetz vom 23. Dezember 1926 wurden in Deutschland Arbeitsgerichte gebildet. Diese waren nur in der ersten Instanz unabhängig, die Landesarbeitsgerichte waren den Landgerichten zugeordnet. Am Landgericht Frankfurt (Oder) entstand so 1927 das Landesarbeitsgericht Frankfurt (Oder) als eines von zwei Landesarbeitsgerichten im Bezirk des Kammergerichtes. In Cottbus entstand das Arbeitsgericht Cottbus. Sein Sprengel umfasste den Bezirke der Amtsgerichte Cottbus, Lieberose, Lübben, Lübbenau und Peitz. Es bestand jeweils eine Kammer für Arbeiter, für Angestellte und für Handwerk.
Nach der Besetzung Deutschlands durch die Alliierten wurden 1945 zunächst alle Gerichte geschlossen. Die ordentlichen Gerichte wurden schon bald wieder eröffnet, während die Arbeitsgerichte zunächst außer in Hamburg nicht wieder eingerichtet wurden, so dass arbeitsgerichtliche Streitigkeiten von den ordentlichen Gerichten erledigt werden mussten. Gemäß Kontrollratsgesetz 21 sollten in Deutschland Arbeitsgerichte aufgebaut werden. Für das Land Brandenburg entstand 1946 das Landesarbeitsgericht Potsdam, in Cottbus wurde das Arbeitsgericht neu gebildet. In der DDR bestanden 1952 bis 1963 Arbeitsgerichte auf Kreis- und Bezirksebene. Nachdem diese 1963 in die Kreis- und Bezirksgerichte integriert worden waren, gab es keine gesonderten Arbeitsgerichte mehr.
Nach der Wende wurden mit dem Gesetz zur Errichtung der Arbeitsgerichtsbarkeit im Land Brandenburg vom 21. Juni 1991 wieder Arbeitsgerichte geschaffen. Das Landesarbeitsgericht Brandenburg hatte seinen Sitz wieder in Potsdam, in Cottbus entstand das heutige Arbeitsgericht neu.